# Anatoli Ryabov
Anatoli Ryabov (15 Aprilie 1894 - 23 Mai 1938) a fost un profesor și autorul Limbei Erzia în latină.